# Deathrattle Sing for Me
Deathrattle Sing for Me es el noveno álbum de estudio de la banda estadounidense de metalcore Norma Jean. El álbum se lanzó el 12 de agosto de 2022 a través de Solid State Records. Fue autoproducido por la banda, Matthew Putman y Jeremy SH Griffith.

## Lista de canciones
Todas las canciones escritas y compuestas por Cory Brandan, Grayson Stewart, Matt Marquez y Matthew Putman, excepto lo que se indique. 
| N.º | Título               | Duración |  |
| 1.  | «1994»               | 3:32     |  |
| 2.  | «Call for the Blood» | 3:14     |  |
| 3.  | «Spearmint Revolt»   | 5:02     |  |
| 4.  | «Memorial Hoard»     | 4:49     |  |
| 5.  | «Aria Obscura»       | 4:44     |  |
| 6.  | «Any%»               | 2:46     |  |
| 7.  | «Parallella»         | 1:40     |  |
| 8.  | «W W A V V E»        | 3:35     |  |
| 9.  | «A Killing Word»     | 4:44     |  |
| 10. | «Penny Margs»        | 5:53     |  |
| 11. | «El-roi»             | 1:42     |  |
| 12. | «Sleep Explosion»    | 3:08     |  |
| 13. | «Heartache»          | 8:13     |  |

## Personal
Norma Jean
- Cory Brandan – voz principal, guitarra, bajo
- Michael Palmquist – guitarra, bajo (sin acreditar)
- Grayson Stewart – guitarra principal, bajo, coros, voz en "Parallella"
- Clay Crenshaw – guitarra, bajo (sin acreditar)
- Matt Marquez – batería, percusión, diseño de sonido

Músicos adicionales
- Matthew Putman – producción, diseño de sonido, percusión, piano, batería en «Call For The Blood»
- Jeremy SH Griffith – producción, sintetizador, piano, coros